# Hadi Saei
Hadi Saei Bonehkohal (perzijski: هادی ساعی بنه كُهل) (Raj, Iran 10. lipnja 1976.) bivši je iranski taekwondo sportaš, koji je nakon osvajanja zlata na Olimpijadi u Pekingu 2008. postao najuspješniji iranski sportaš na Olimpijskim igrama.
Uspjeh na Olimpijskim igrama započeo je u Sydneyju 2000. osvajanjem brončane medalje u kategoriji do 68 kg. Četiri godine kasnije u Ateni osvaja zlato u istoj težinskoj kategoriji, dok na Olimpijadi u Pekingu 2008. osvaja zlato u kategoriji do 80 kg. S dva olimpijska zlata i jednom broncom s pravom se može nazivati jednim od najboljih iranskih sportaša uopće.

## Karijera
Hadi Saei počije trenirati taekwondo u dobi od šest godina. Karijeru je započeo u lakšim težinskim kategorijama (67 - 72 kg), ustalio se u kategoriju do 72 kg u kojoj je osvojio većinu medalja.
Bio je dvostruki olimpijski i svjetski prvak te je sa sva tri azijska natjecanja (Azijske igre, Azijsko prvenstvo i Zapadnoazijske igre) uspio osvojiti zlato.
Svoju ljudsku veličinu Saei je pokazao prilikom potresa koji je zadesio iranski grad Bam 2003. godine. Tada je Hadi Saei dao svoje osvojene medalje na aukciju s ciljem prikupljanja novca za žrtve.
Trenutno radi na jednom iranskom Sveučilištu na sportskoj katedri.
Svoj završetak sportske karijere objavio je 8. studenog 2008.

### OI 2000. Sydney
| Sydney 2000.       | Sydney 2000. | Sydney 2000. | Sydney 2000.    |
| Protivnik          | Zemlja       | Uspjeh       | Natjecanje      |
| ------------------ | ------------ | ------------ | --------------- |
| Hsu                | Tajvan       | 5:2 pobjeda  | 1. krug         |
| Alejandro Hernando | Argentina    | 3:0 pobjeda  | četvrtfinale    |
| Sin Joon-Sik       | Južna Koreja | 3:5 poraz    | polufinale      |
| Carlo Massimino    | Australija   | 6:5 pobjeda  | repesaž         |
| Tuncay Caliskan    | Austrija     | 4:2 pobjeda  | borba za broncu |

### OI 2004. Atena
| Atena 2004.       | Atena 2004.  | Atena 2004.                  | Atena 2004.  |
| Protivnik         | Zemlja       | Uspjeh                       | Natjecanje   |
| ----------------- | ------------ | ---------------------------- | ------------ |
| Carlo Molfetta    | Italija      | pobjeda nakon sučeva prekida | 1. krug      |
| Diogo Silva       | Brazil       | 8:6 pobjeda                  | četvrtfinale |
| Song Mjeong-Seob  | Južna Koreja | 9:9; pobjeda odlukom sudaca  | polufinale   |
| Huang Chih-Hsiung | Tajvan       | 6:4 pobjeda                  | finale       |

### OI 2008. Peking
U prvoj borbi protiv nepalca Deepak Bista, Saei je na desnoj ruci zadobio prijelom. Ipak, Saei nije htio odustati od natjecanja iako je trpio veliku bol na desnoj ruci. Nakon osvajanja zlata u finalu protiv talijana Maura Sarmienta, ruka mu je stavljena u gips.
Iako se namjeravao oprostiti od aktivnog bavljenja sportom odmah nakon pobjede u finalu, njegov trener Reza Mehmandoust savjetovao mu je da to ipak ne učini.
| Peking 2008.    | Peking 2008. | Peking 2008. | Peking 2008. |
| Protivnik       | Zemlja       | Uspjeh       | Natjecanje   |
| --------------- | ------------ | ------------ | ------------ |
| Deepak Bista    | Nepal        | 7:0 pobjeda  | 1. krug      |
| Zhu Guo         | Kina         | 3:2 pobjeda  | četvrtfinale |
| Rashad Ahmadov  | Azerbajdžan  | 4:1 pobjeda  | polufinale   |
| Mauro Sarmiento | Italija      | 6:4 pobjeda  | finale       |

Općenito, Hadi Saei je svojim sveukupnim uspjesima na Olimpijadi prikazao svijetu da je Iran u sportovima "teške atletike" osim u hrvanju i dizanju utega, može konkurirati i u taekwondou za sam vrh.

## Osvojeni trofeji
| OSVOJENI TROFEJI | OSVOJENI TROFEJI                     | OSVOJENI TROFEJI |
| Godina           | Turnir                               | Uspjeh           |
| ---------------- | ------------------------------------ | ---------------- |
| 1995.            | Svjetsko vojno taekwondo prvenstvo   | Srebro           |
| 1996.            | Svjetsko vojno taekwondo prvenstvo   | Bronca           |
| 1998.            | Svjetski taekwondo kup               | Zlato            |
| 1999.            | Svjetsko taekwondo prvenstvo         | Zlato            |
| 2000.            | Svjetski taekwondo kup               | Zlato            |
| 2000.            | Olimpijske igre u Sydneyju           | Bronca           |
| 2001.            | Svjetski taekwondo kup               | Zlato            |
| 2002.            | Azijsko taekwondo prvenstvo          | Srebro           |
| 2002.            | Svjetski taekwondo kup               | Zlato            |
| 2002.            | Azijske igre (Busan)                 | Zlato            |
| 2003.            | Svjetsko taekwondo prvenstvo         | Srebro           |
| 2004.            | Azijski kvalifikacijski turnir za OI | Zlato            |
| 2004.            | Olimpijske igre u Ateni              | Zlato            |
| 2005.            | Svjetsko taekwondo prvenstvo         | Zlato            |
| 2006.            | Azijsko taekwondo prvenstvo          | Zlato            |
| 2006.            | Azijske igre (Doha)                  | Bronca           |
| 2007.            | Svjetsko taekwondo prvenstvo         | Bronca           |
| 2008.            | Azijski kvalifikacijski turnir ya OI | Zlato            |
| 2008.            | Olimpijske igre u Pekingu            | Zlato            |

## Privatni život
Hadi Saei pretrpio je veliku osobnu tragediju, izgubivši oca i brata u istoj godini, dok je mlađi brat podlegao od raka sljedeće godine.

## Vanjske poveznice
- Službena web stranica sportaša
- Svjetski Tae Kwon Do online magazin  Arhivirana inačica izvorne stranice od 12. lipnja 2007. (Wayback Machine)
- Tae Kwon Do sportaši (Tae Kwon Do fan site)
- Tae Kwon Do Club / Kauno Taekwondo Klubas
- Saei's Finalna borba na Olimpijadi u Pekingu
- Fotografije s finalne borbe  Arhivirana inačica izvorne stranice od 11. prosinca 2008. (Wayback Machine)